# Ntoroko (district)
Ntoroko is een district in het westen van Oeganda. Hoofdstad van het district is de plaats Kibuuku. Het district telde in 2014 67.000 inwoners en in 2020 naar schatting 76.000 inwoners op een oppervlakte van 1236 km². Meer dan 35% van de bevolking woont in stedelijk gebied.
Het district werd gecreëerd in 2010 door afsplitsing van het district Bundibugyo. Het district ligt ten westen van het Rwenzori-gebergte en grenst aan Congo (Kinshasa) en aan het Albertmeer.